# Історія Давида
Історія Давида (англ. A Story of David) — англо-ізраїльський фільм 1961 року.

## Сюжет
Давид, простий пастух з Вифлеєму, був прийнятий на службу до царя Саула, щоб заспокоювати його музикою. Після того як він здолав у двобої гіганта Голіафа, герой став улюбленцем народу та став найкращим другом старшого сина Саула — Іонафана. Давид отримав посаду воєначальника, але втік після того, як був запідозрений Саулом у прагненні захопити владу. Після загибелі Саула в бою з філістимлянами Давид прийшов у Хеврон, де був проголошений царем Юдеї. Він приєднав землі інших ізраїльських племен, захопив хананейське місто Євусій (Єрусалим), зробивши його столицею об'єднаного царства і назвавши його Ір Давид (місто Давида).

## У ролях
| Актор             | Роль      |
| ----------------- | --------- |
| Джефф Чандлер     | Давид     |
| Бейзіл Сідней     | цар Саул  |
| Пітер Арне        | Доїк      |
| Девід Найт        | Іонофан   |
| Барбара Шеллі     | Авігея    |
| Дональд Плезенс   | Навал     |
| Річард О'Салліван | Евіятар   |
| Роберт Браун      | Іесваал   |
| Девід Девіс       | Авнер     |
| Анджела Браун     | Міхаль    |
| Джон Ван Ейссен   | Йоав      |
| Мартін Вілдек     | Гезро     |
| Чарльз Карсон     | Ahimilech |
| Зена Маршалл      | Наомі     |
| Алек Менго        | Кудрух    |
| Пітер Медден      | Гердер    |